# أونزين (أڭادير ملول)
أونزين هي إحدى مشيخات المملكة المغربية، تتبع جغرافيا لإقليم تارودانت وإداريًا لأڭادير ملول. يقدر عدد سكانها بـ 4093 نسمة حسب الإحصاء الرسمي للسكان والسكنى لسنة 2004.